# Parque nacional del Hortobágy

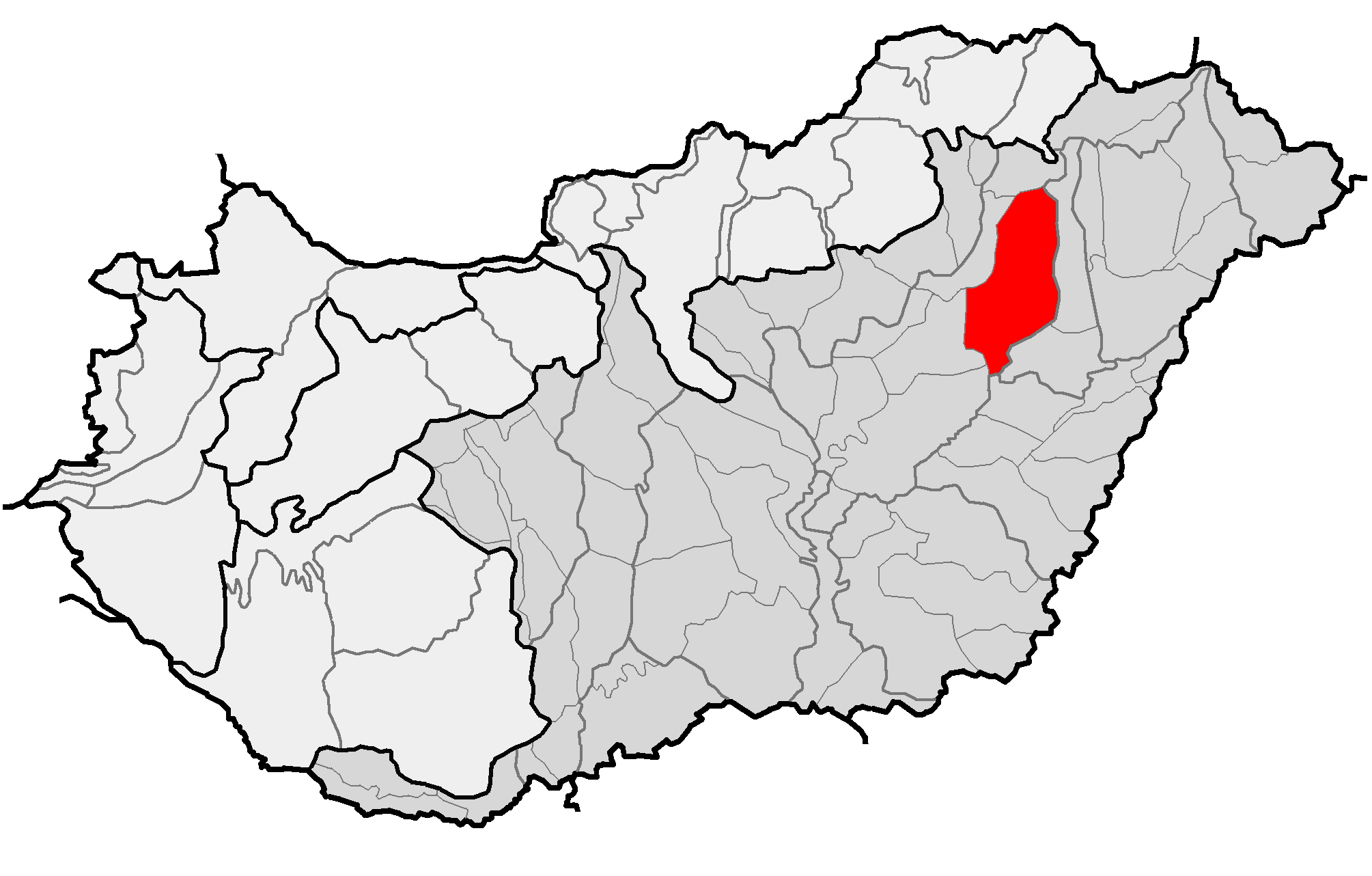
Localización de Hortobágy como una de las microrregiones fisiogeográficas de Hungría

El parque nacional de Hortobágy (en húngaro: Hortobágyi Nemzeti Park), parte de la Alföld (Gran Llanura), es el más extenso de los parques nacionales de Hungría, rico en folclore e historia cultural. Fue creado el 1 de enero de 1973, sobre una superficie de 52 000 hectáreas, y luego gradualmente ampliado. Ahora su extensión es de 82 000 ha. El parque fue inscrito en 1999 en la lista del lista del Patrimonio de la Humanidad de la Unesco.
El parque nacional de Hortobágy es el área protegida de pastizales semi-naturales más extensa de Europa. Posee cuatro áreas paisajísticas protegidas y un sitio Ramsar que es también patrimonio de la Humanidad.
En el año 2008 Hortobágy obtuvo la distinción EDEN, que otorga la Comisión Europea, a uno de los veinte «Mejores destinos de turismo y el patrimonio intangible local».

## Áreas paisajísticas protegidas dentro del parque
- Llanura de Bihar, 171 km2, en Berettyóújfalu y Komádi. Se trata de una llanura de inundación pobremente drenada entre abanicos aluviales, prados y suelos salinos. Está compuesto de cuatro entidades: Nagy-Kerek-tisztás en Püspökladány, Gatály Puszta en Szerep, Ásványpuszta en Bihardancsháza, y la mayor, entre Váncsod y Csökmõ. El área está dominada por los prados salinos, que forman un mosaico con las tierras cultivadas. Se practica la ganadería.[4]
- Hajdúság, 70 km2, en Vámospércs y Debrecen. Hajdúság es una región histórica y geográfica de Hungría en la Gran llanura húngara que incluye seis municipios (en húngaro, hajdúvárosok), Hajdúböszörmény, Hajdúdorog, Hajdúnánás, Hajdúhadház, Hajdúszoboszló y Vámospércs. La región fue creada por Esteban Bocskai, Señor de Bihar, en el siglo XVII, cuando invitó a los hadjuk, nombre adjudicado a un ejército de campesinos y ganaderos de la región a luchar contra el emperador de los Habsburgo que había tomado Transilvania e iniciado un reino de terror.[5] Tras la guerra, Bocskai les entregó el dominio de la tierra hasta 1876, cuando se convirtió en el condado de Hajdú, hoy condado de Hajdú-Bihar.[6]
- Tisza medio, 92,94 km2, en Nagykörű, Szolnok y Tiszaug.[7]
- Llanura de Szatmár-Bereg, 229 km2, en Füzesgyarmat y Tarpa.[8]

## Áreas de importancia para la observación de las aves
- Hortobágy con el lago Tisza. Está considerado el primer lugar para la observación de aves de Hungría, en cuyas praderas y humedales se encuentran 340 de las 400 especies registradas en el país. Hortobágy es el mayor paisaje de puszta, la parte norte de la Gran llanura húngara, una llanura abierta dominada por praderas halófitas y extensos campos cultivados. Las depresiones contienen marismas salinas, con humedales estacionales que aparecen en primavera y otoño. Los estanques cubren unas 5000 ha. Las actividades humanas incluyen agricultura, pastoreo, siega de heno, pesca con caña, observación de aves, caza y recogida de juncos. El lago Tisza es también conocido como embalse de Kisköre, de 35 km de largo y 6 km de anchura, establecido en la década de 1970, en el río Tisza entre Kisköre y Tiszadorogma. Posee una amplia extensión de aguas abiertas, con numerosas islas, extensos carrizales de Phragmites y Typha, y vegetación flotante. Se practica la pesca con caña, el remo y la caza.[9]

## Sitios Ramsar
- Hortobágy, 748 km2, en 47°32′33″ N 20°57′30″ E, n.º 189, desde 1979. Buena parte se encuentra en el condado de Hajdú-Bihar, la parte media y septentrional del embalse de Kisköre o lago Tisza se encuentra en el condado de Jász-Nagykun-Szolnok, y gran parte de la marisma de Kunkápolnás se encuentra en el condado de Jász-Nagykun-Szolnok. El sitio está compuesto por cuatro sectores separados en la extensa estepa de Hortobágy que incluyen un complejo humedal alcalino formado por estanques artificiales, un sistema de ciénagas recuperado, parte de una presa, islas, bosques y marismas, extensos prados y áreas de llanuras inundables. En todos los sectores hay extensos carrizales y lechos de Nymphaea. Las comunidades vegetales preservan poblaciones remanentes de especies como Phlomis tuberosa, especie característica de los herbazales en el loess, y Plantago schwarzenbergiana, endémica de estepas alcalinas en la mitad oriental de la cuenca de los Cárpatos. En la zona hay aves acuáticas como el ánsar chico. Hay un centro de investigación y varios refugios para la observación de aves.[10]

## Patrimonio de la humanidad de la Unesco
- Parque nacional de Hortobágy - el Puszta. 748 km2, con una zona colchón de 1994 km2, desde 1999. El Puszta, representado por el parque nacional, es un complejo mosaico de praderas naturales, crestas de loess, pastos alcalinos, pastizales y humedales más o menos grandes. El Puszta históricamente se ha caracterizado por el uso de la tierra para el pastoreo y la cría de animales adaptados a las estepas alcalinas, praderas y humedales.[11]

## Galería de imágenes

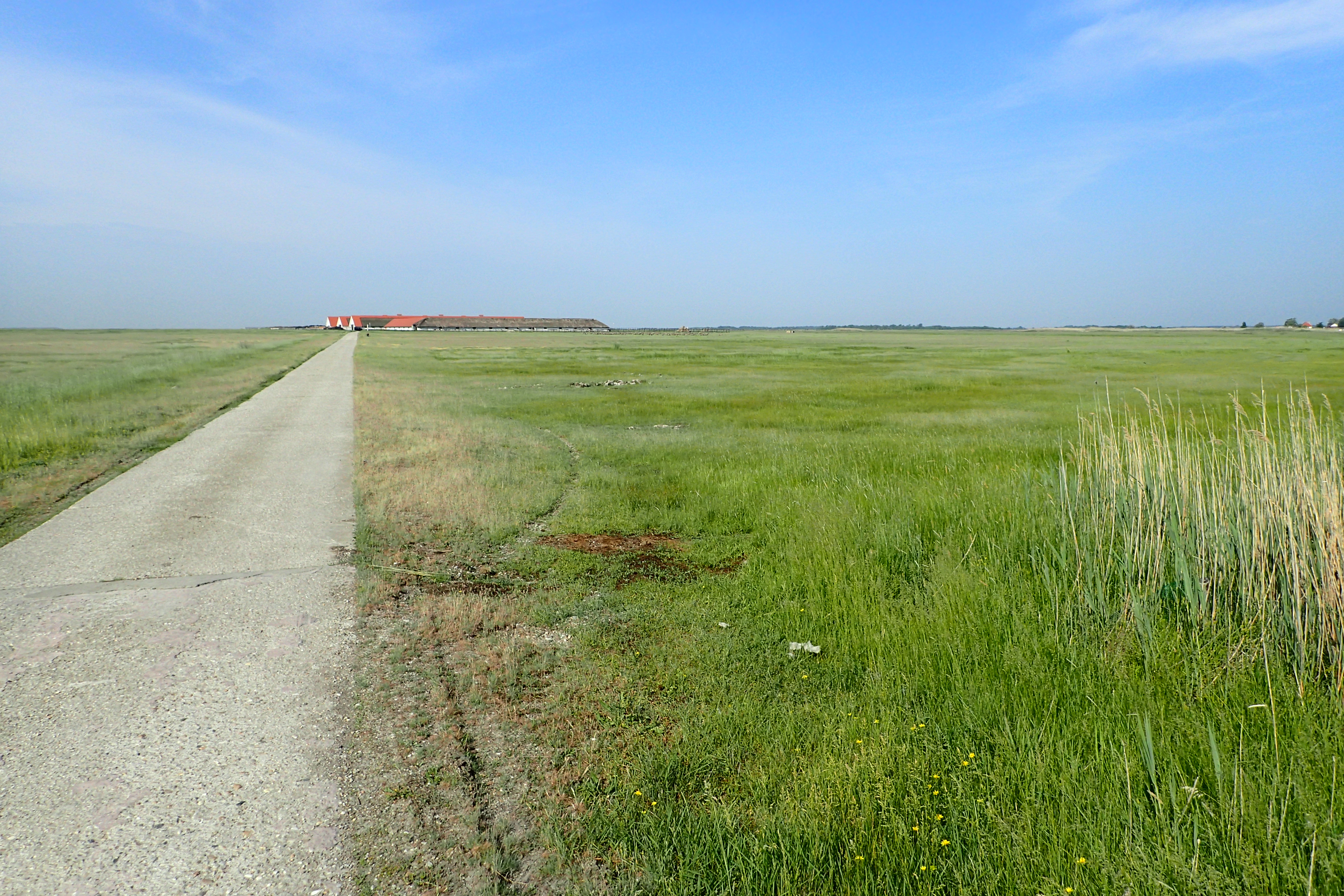
Parque nacional de Hortobagy
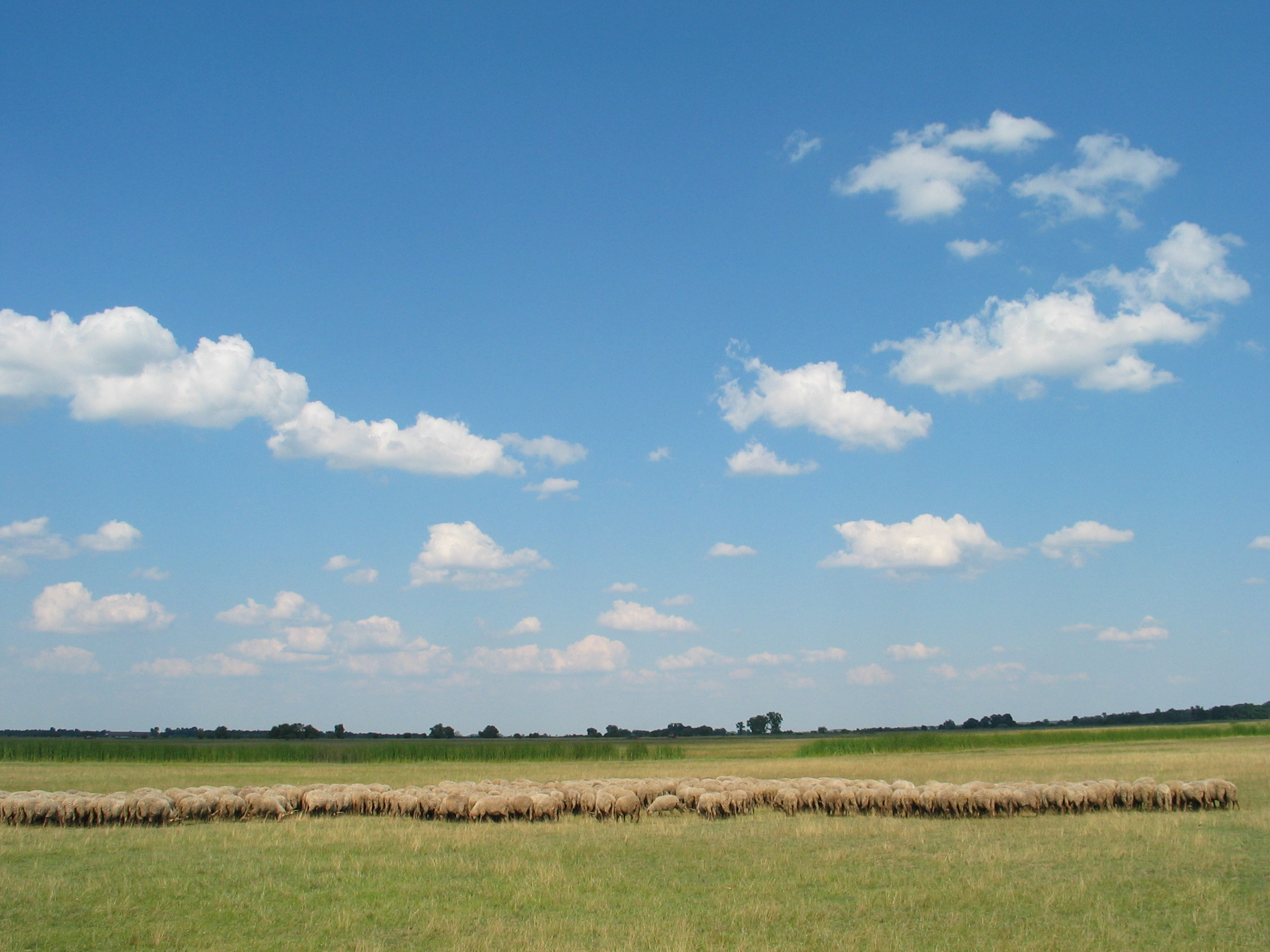
Rebaños de ovejas Racka
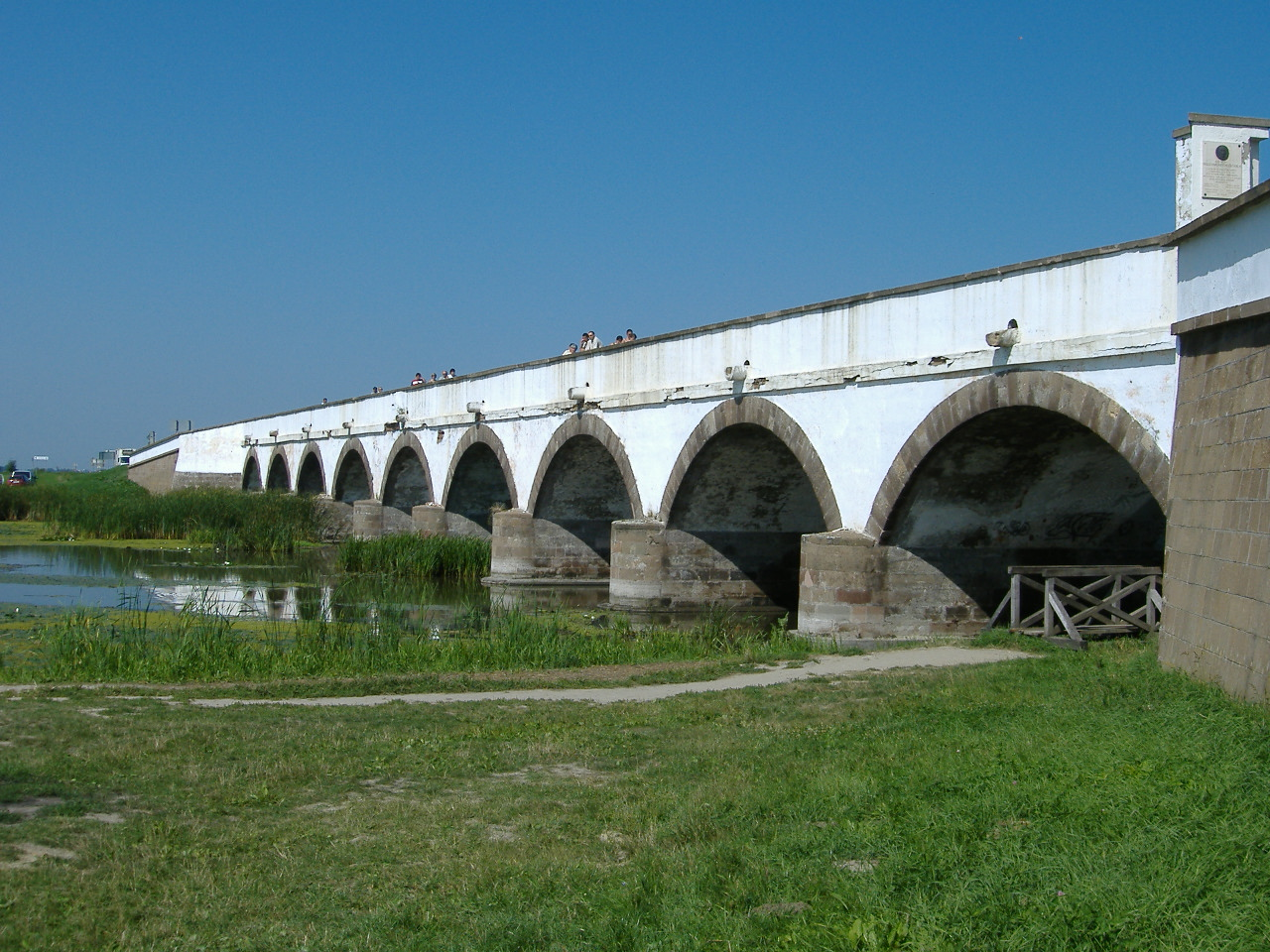
El puente de los Nueve Arcos
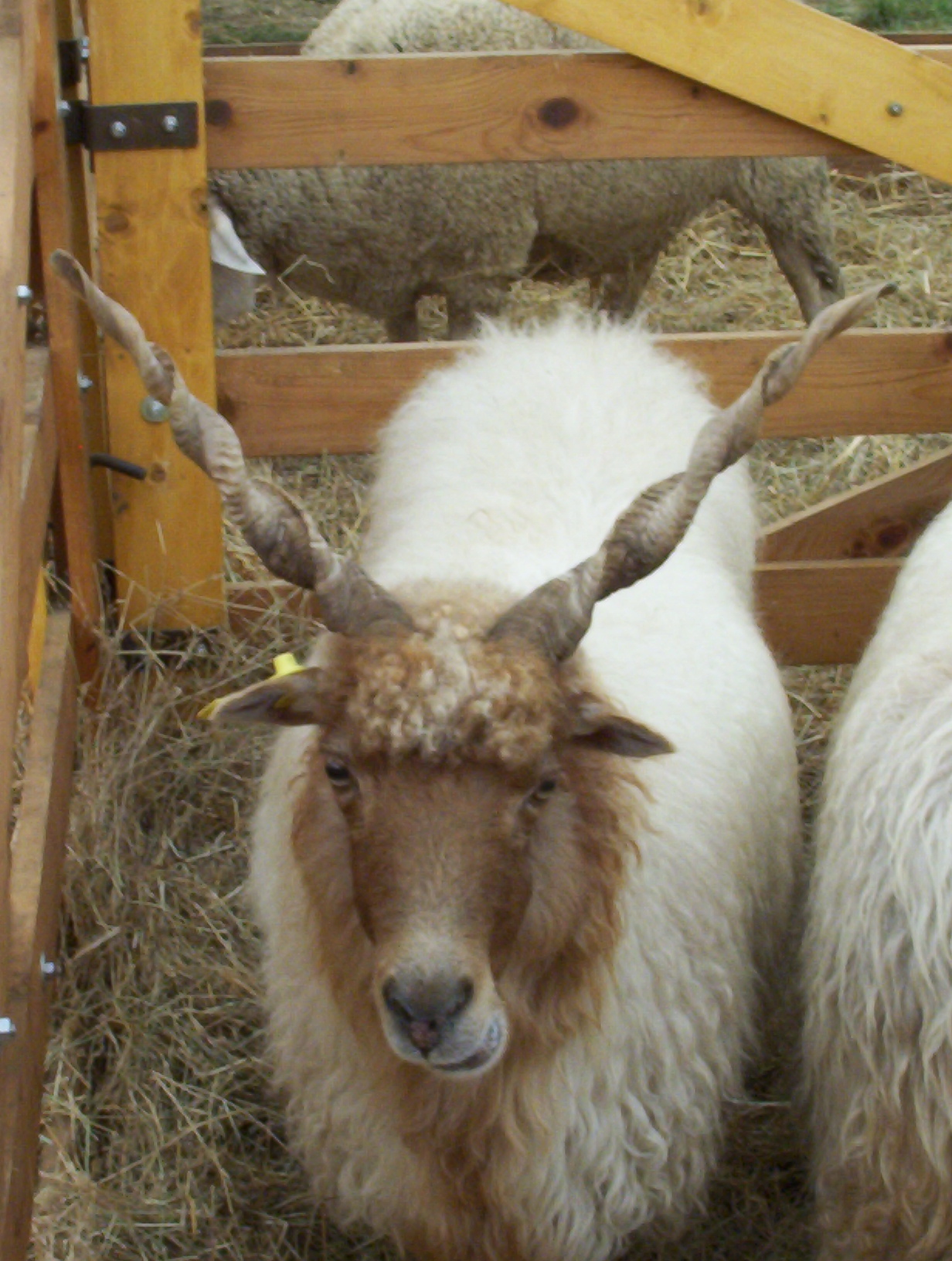
Oveja  de raza Racka
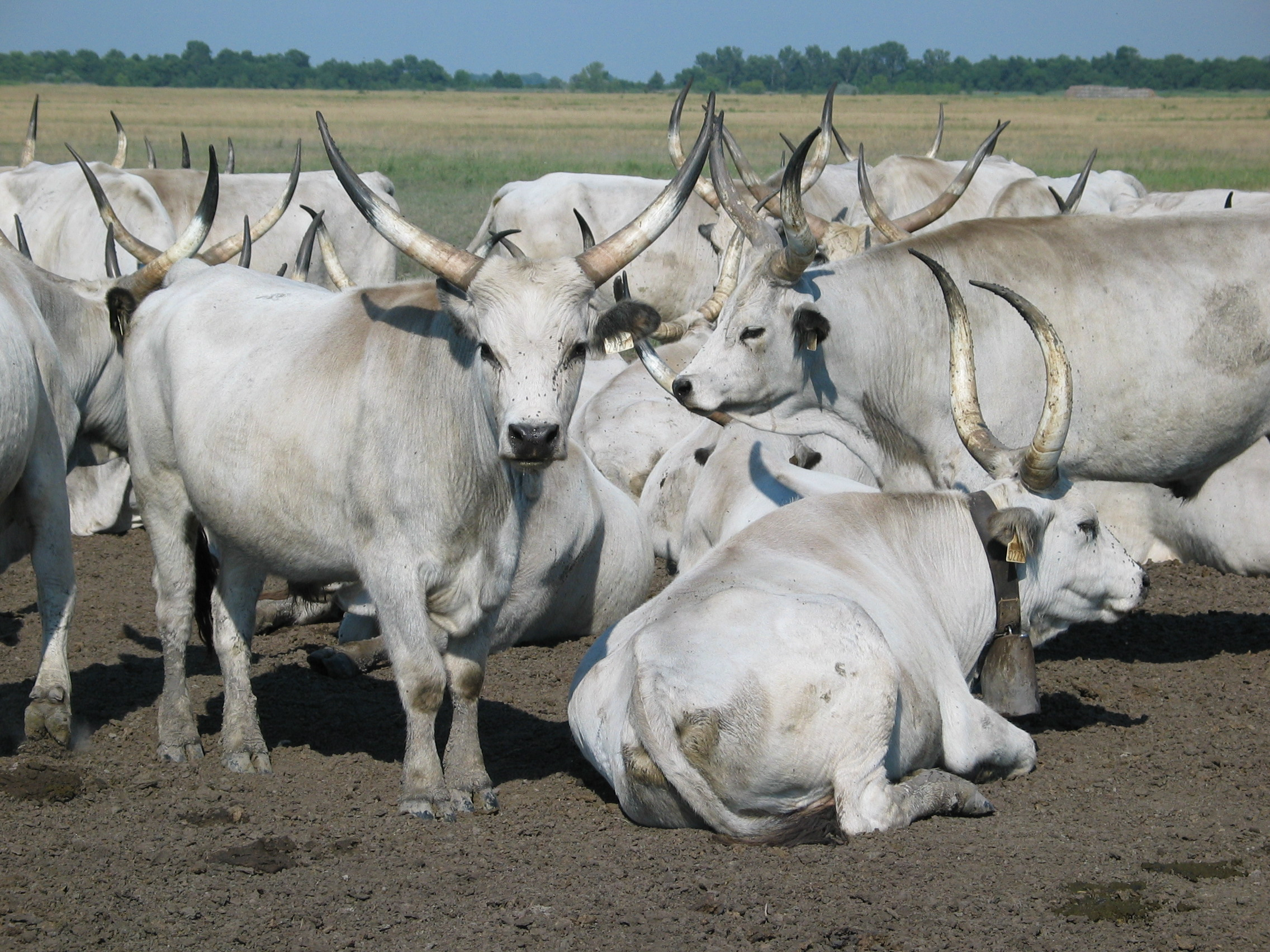
Ganado gris húngaro

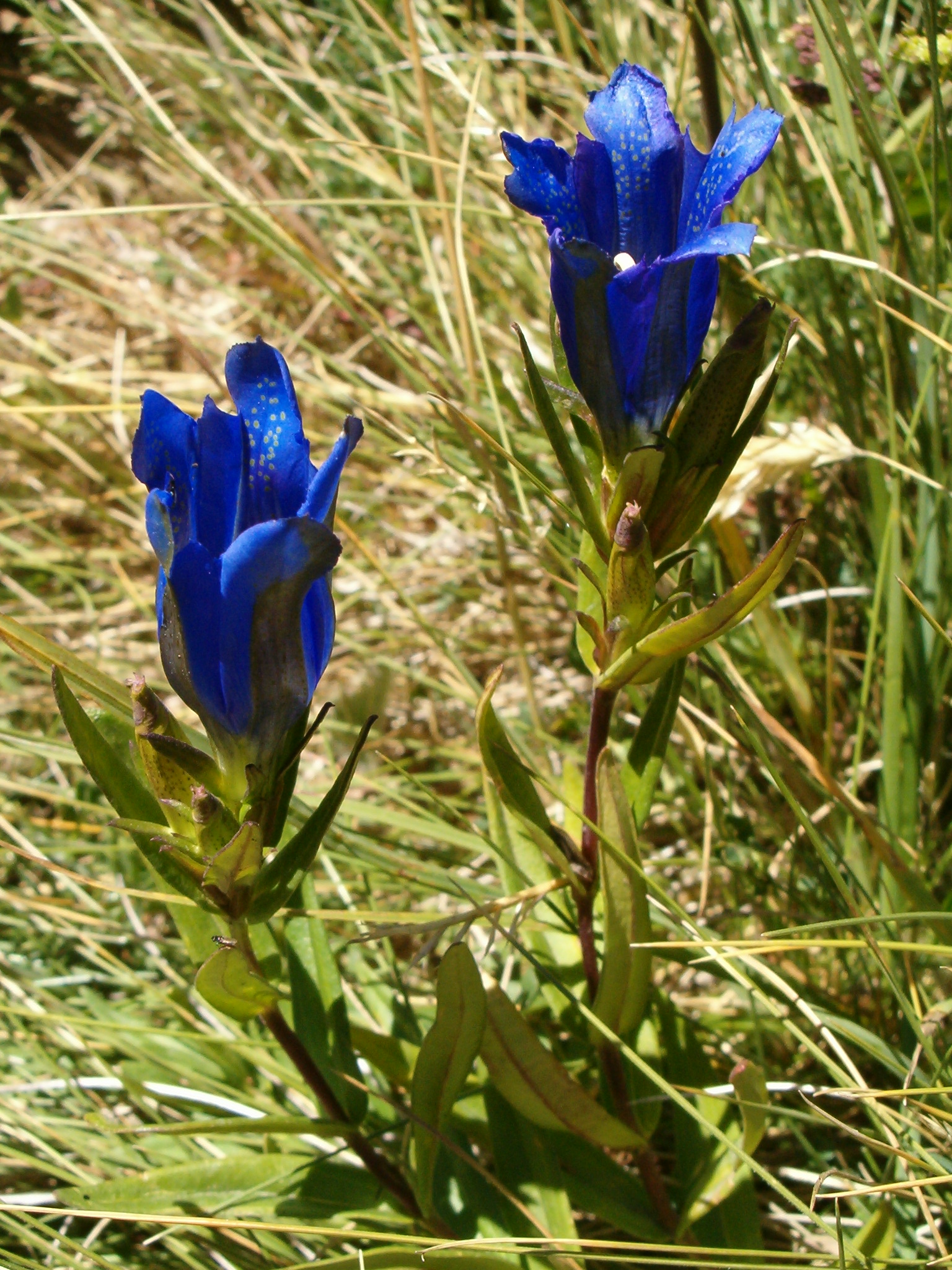
Gentiana pneumonanthe
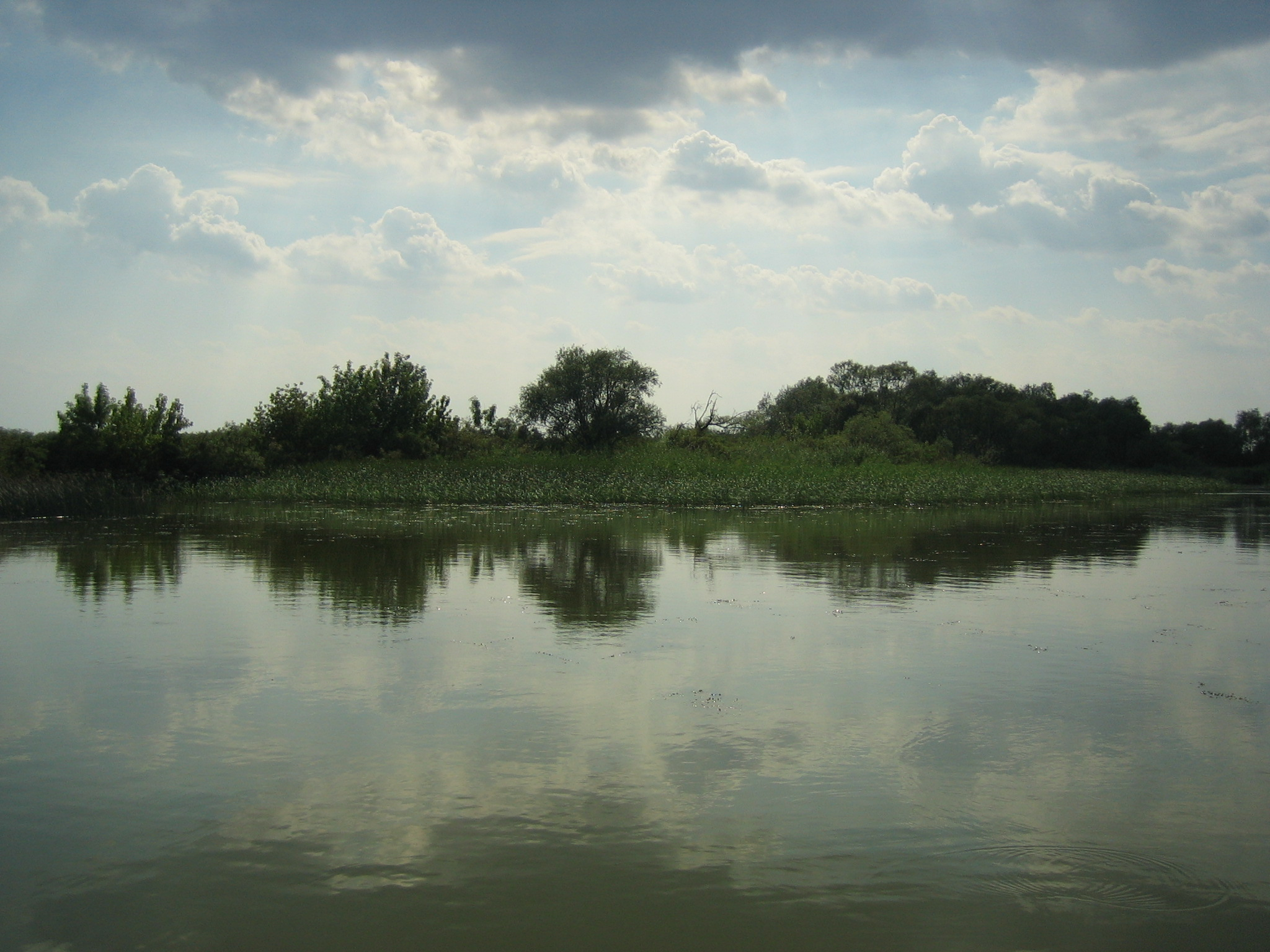
Lago Tisza
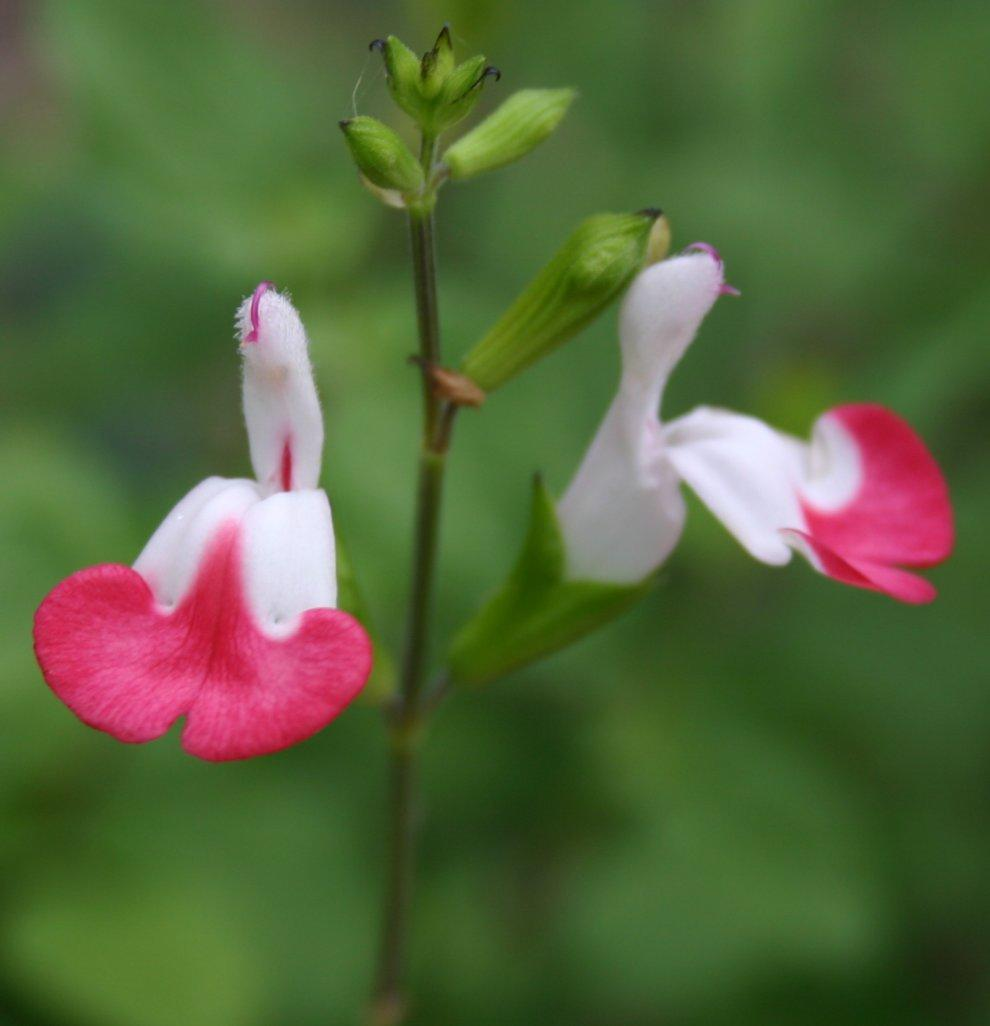
Salvia
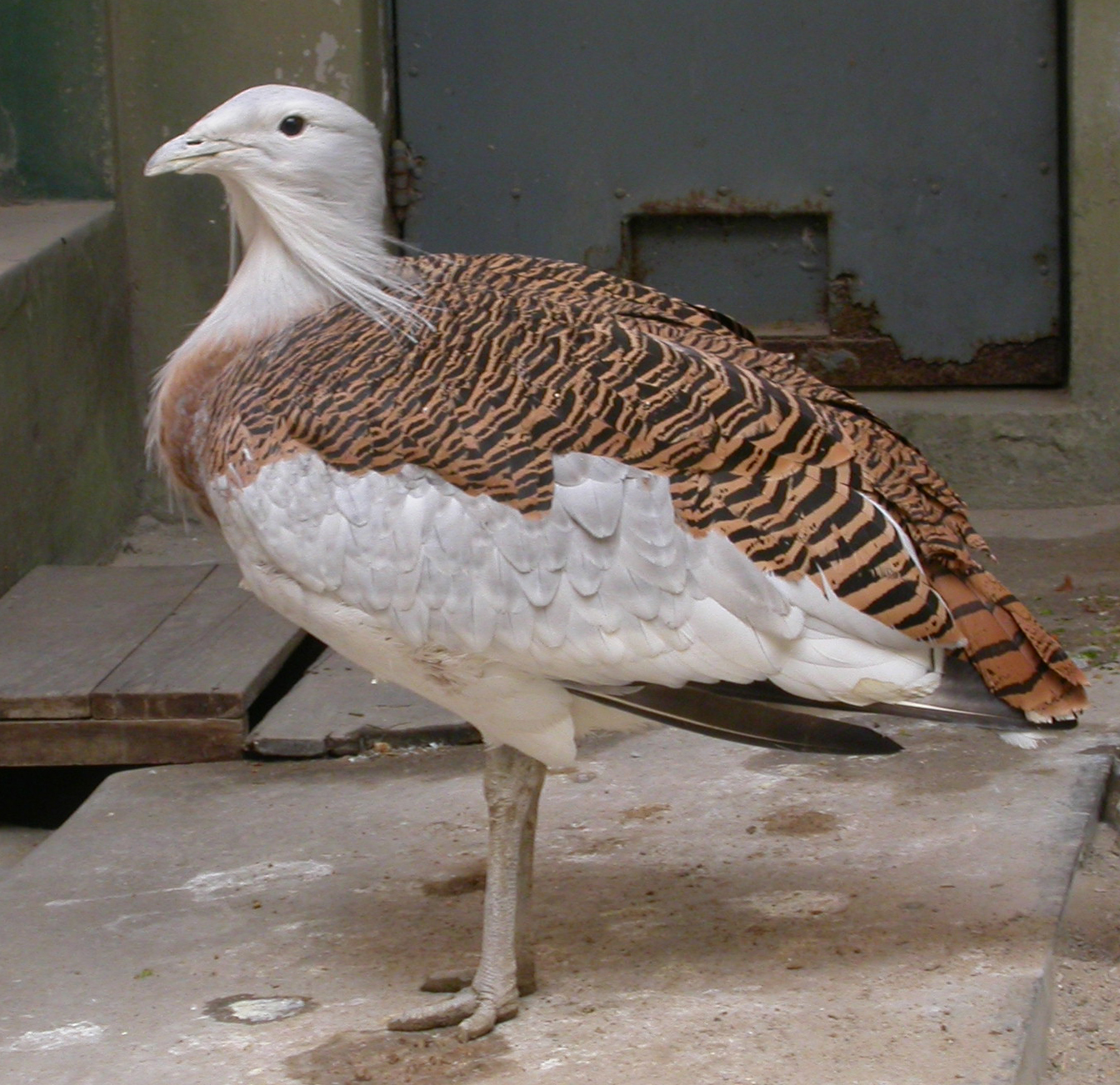
Gran avutarda

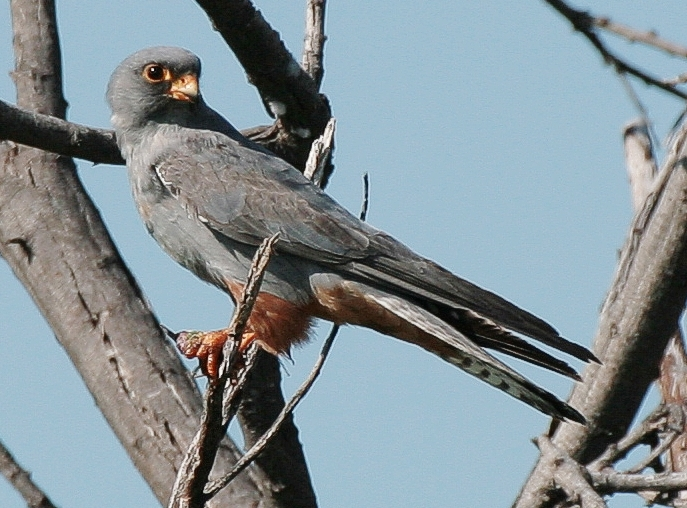
Cernícalo patirrojo
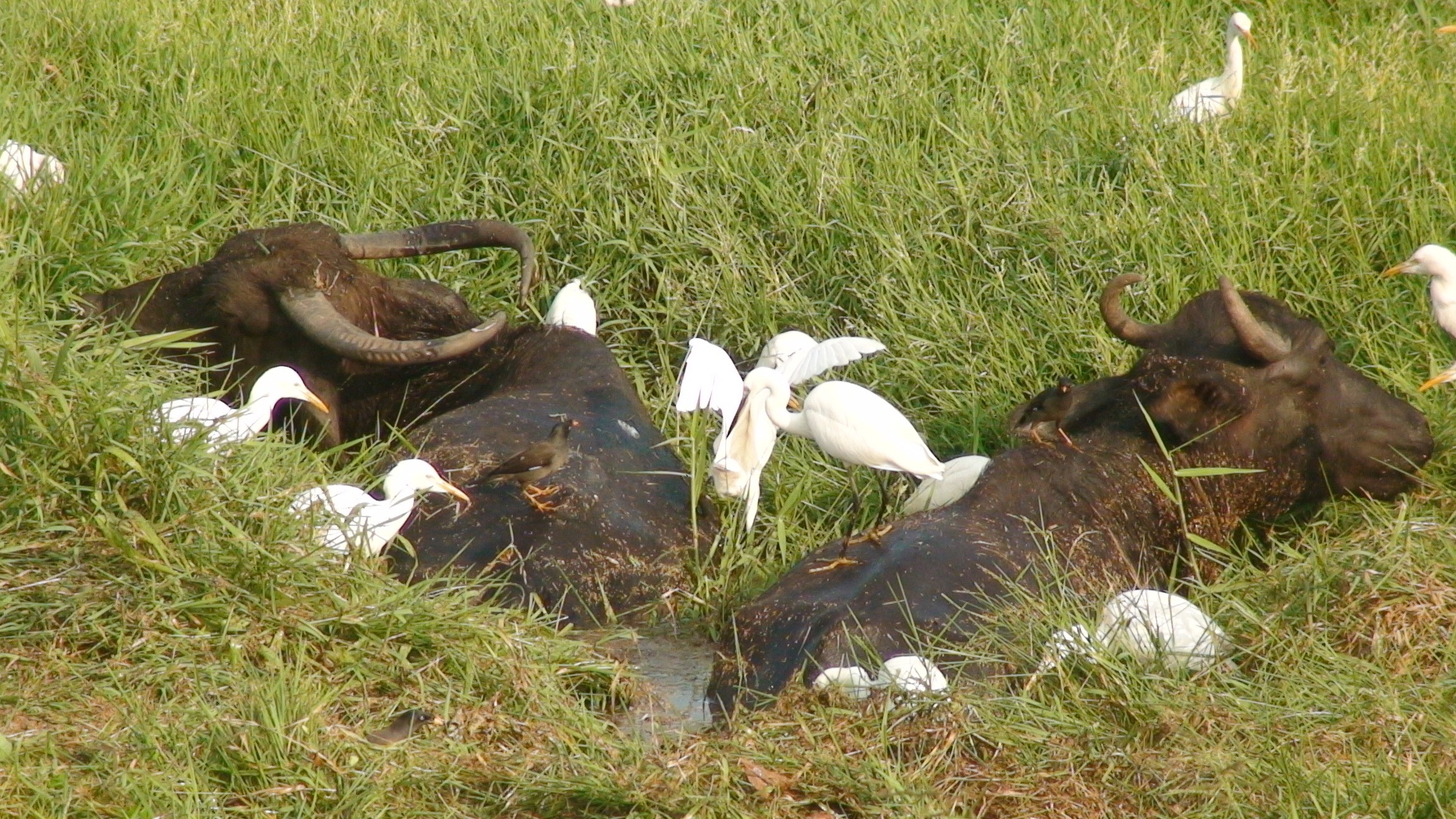
Búfalos de agua